# 兼松成器
兼松 成器（かねまつ なりき、1882年（明治15年）11月22日 - 1974年（昭和49年）3月13日）は、大日本帝国陸軍軍人。最終階級は陸軍少将。

## 経歴
1882年（明治15年）に青森県で生まれた。陸軍士官学校第15期卒業。1930年（昭和5年）8月に第19師団兵器部長に就任し、1931年（昭和6年）8月に陸軍砲兵大佐に進級。1932年（昭和7年）4月に野戦重砲兵第6連隊長に転じ、1933年（昭和8年）8月に豊橋陸軍教導学校砲兵学生隊長に就任した。
1936年（昭和11年）3月7日に陸軍少将進級と同時に澎湖島要塞司令官に着任し、1937年（昭和12年）3月1日に待命、3月29日に予備役に編入された。

## 栄典
勲章等
- 1940年（昭和15年）8月15日 - 紀元二千六百年祝典記念章[3]